# Nicolò Papadopoli Aldobrandini

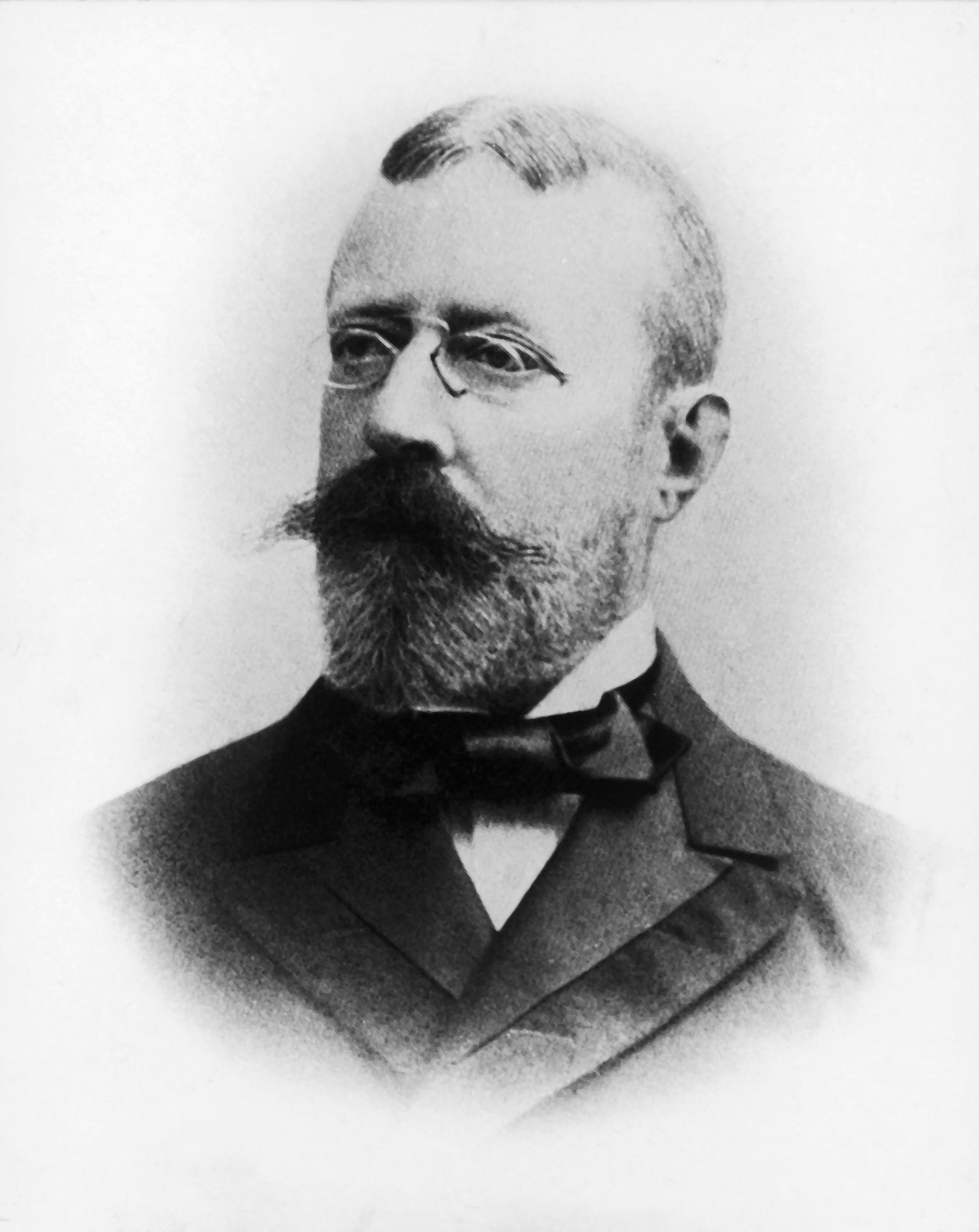
Papadopoli auf einer Fotografie, die um 1900 entstand

Nicolò Papadopoli Aldobrandini (* 23. Mai 1841 in Venedig; † 17. Februar 1922 in Rom), bis 1905 Nicolò Papadopoli, war ein italienischer Politiker, Unternehmer und Numismatiker.

## Leben

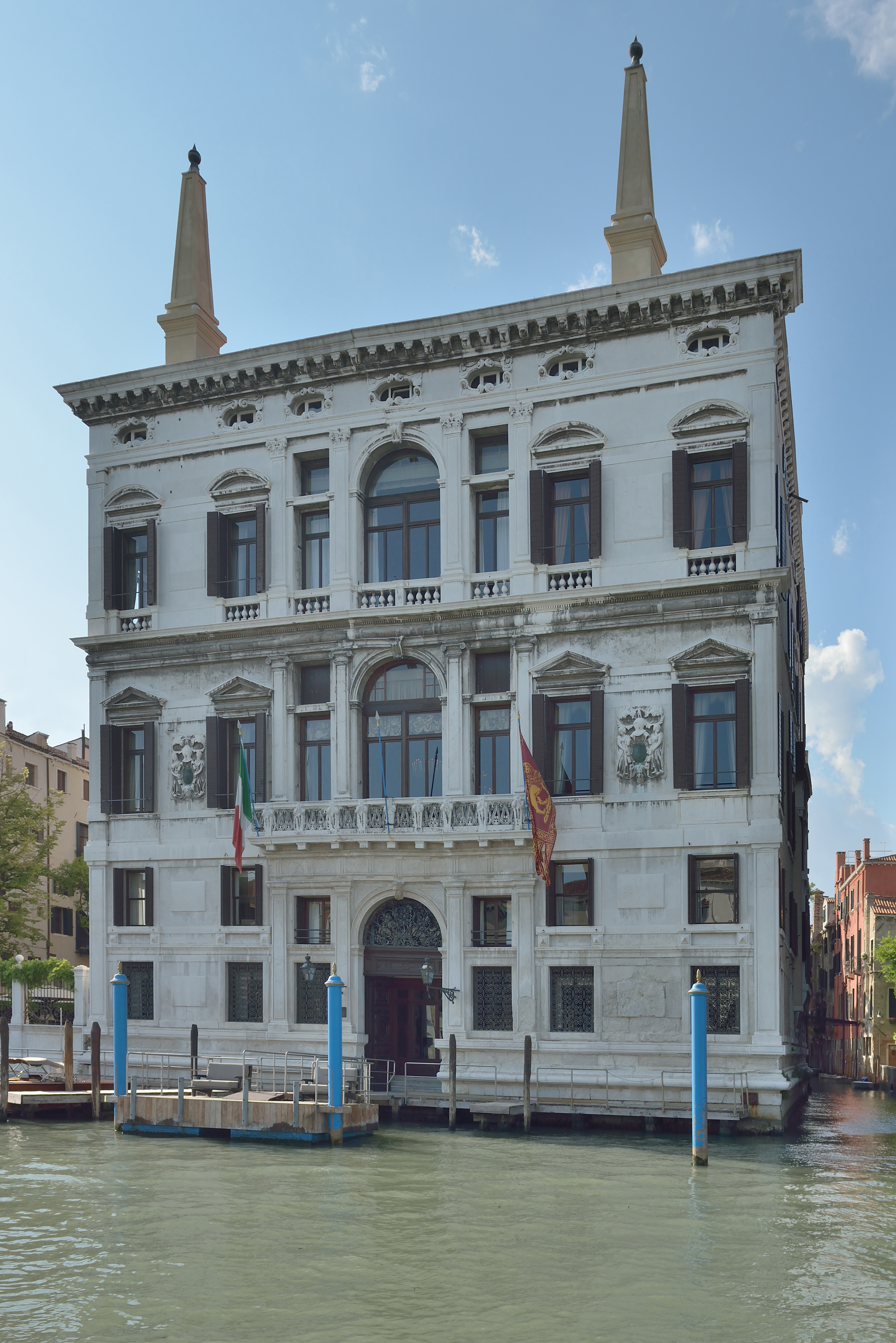
Der Palazzo Papadopoli am Canal Grande, davor Palazzo Tiepolo. Bis 2015 war der Palast auch Sitz des Istituto di scienze marine, bis er von einer Hotelkette übernommen wurde

### Herkunft
Nicolò Papadopoli entstammte väterlicherseits einer adligen griechischen Familie, seine Mutter Maddalena entstammte der Familie Aldobrandini. Zur väterlichen Familie gehörte etwa der Notar Giovanni Papadopoli, der Vater des kretischen Historikers Niccolò Papadopoli Comneno (6. Januar 1655 – 20. Januar 1740). Von Candia verlegte die Familie im 16. Jahrhundert ihren Sitz nach Korfu, im späten 18. Jahrhundert nach Venedig, wo sie 1792 die cittadinanza erhielt. 1814 erwarb Angelo Papadopoli für 120.000 Lire den gesamten Besitz von Raffael Vivante, der sich in wirtschaftlichen Schwierigkeiten befand. 1821 nobilitiert, starb Angelo 1833 und überließ seinem Sohn Spiridone seinen Besitz. Spiridone, Honorarkonsul Belgiens und Direktor der Compagnia dei Veneti Assicuratori sowie Eigentümer einer Minengesellschaft, galt als einer der wichtigsten Betreiber des Anschlusses Venedigs an Italien. Zugleich war er „großzügiger Schutzherr der Künste“. So förderte er den Maler Pompeo Marino Molmenti (1819–1894), mit dem er ebenso befreundet war, wie mit Ettore Tito (1859–1941). Letzterem wird das Gemälde der beiden Töchter Nicolò Papadopolis zugeschrieben, Le gemelle Vera e Madda Papadopoli. Spiridones Bruder Angelo († 1844), der mit Giacomo Leopardi befreundet war, gründete mit Luigi Carrer, Francesco Duprè und Giovanni Gherardini die Tipografia del Gondoliere. Mit dem Tod Spiridones im Jahr 1859 ging das Familienerbe in San Polo an seinen Onkel Giovanni (1786–1862), den Bruder seines Vaters. Er ließ die Kirche San Giorgio dei Greci renovieren. Im Alter von 52 Jahren heiratete er die erheblich jüngere Maddalena degli Aldobrandini. Ihre Tochter Sofia starb mit drei Jahren. Die beiden Söhne waren Nicolò und Angelo.

### Wirtschaftliche Verhältnisse, Familie, Politiker
Nicolòs Vater Giovanni war noch 1857, zwei Jahre vor seinem Tod, in den Grafenstand erhoben worden. Nicolò Papadopolis Mutter Maddalena (1816–1877) war eine Aldobrandini und daher erhielt er 1905 die Erlaubnis, ihren Namen gleichfalls zu führen. Sie hatte wiederum 1861 einen Palast in Florenz von ihrem Bruder, dem letzten Vertreter des Florentiner Zweiges der Familie geerbt, den Nicolò an einen gewissen Modigliani verkaufte. Das Paar wurde mitsamt dem Bruder Angelo aus dem österreichischen Teil Italiens verbannt und floh ins Piemont. Dort schloss er sich der Armee an, der schließlich 1866 die Besetzung Venetiens gelang. Die Familie kehrte nun nach Venedig zurück. 
Nicolò heiratete 1880 die kroatische Adlige Elena Hellenbach de Pacsolay (1862–1939) in Zagreb, mit der er 1883 Zwillingstöchter hatte, nämlich Maria Maddalena und Clotilde (Vera). Letztere heiratete mit 19 Jahren Gilberto Arrivabene Valenti Gonzaga.
Nicolò Papadopoli wurde Bankier, besaß Ländereien im Trevigiano und war einer der vermögendsten Männer Venedigs. Er stand in Zusammenhang mit dem sogenannten „Gruppo veneziano“, einer Gruppe venezianischer Politiker und Unternehmer unter Führung von Giuseppe Volpi und Vittorio Cini, die zunehmend Wirtschaft und Politik der Stadt dominierte. Ab 1864 gehörte ihm in Venedig der besagte Palast aus der Mitte des 16. Jahrhunderts, der Gian Giacomo de’ Grigi zugeschrieben wird. Diesen Palast erbte später seine Tochter Vera Clotilde (1883–1946).
Er engagierte sich als Verfechter einer rechtsliberalen Politik in der Kommune, von 1874 bis 1882 gehörte er für drei Legislaturperioden der Abgeordnetenkammer an – dabei vertrat er Castelfranco Veneto und Pordenone – und 1891 wurde er Senator. Daneben war er Mitglied im Consiglio superiore della Banca Nazionale und Präsident des Consiglio direttivo der Scuola Superiore del Commercio sowie Präsident des Consiglio direttivo des Museo Correr. 

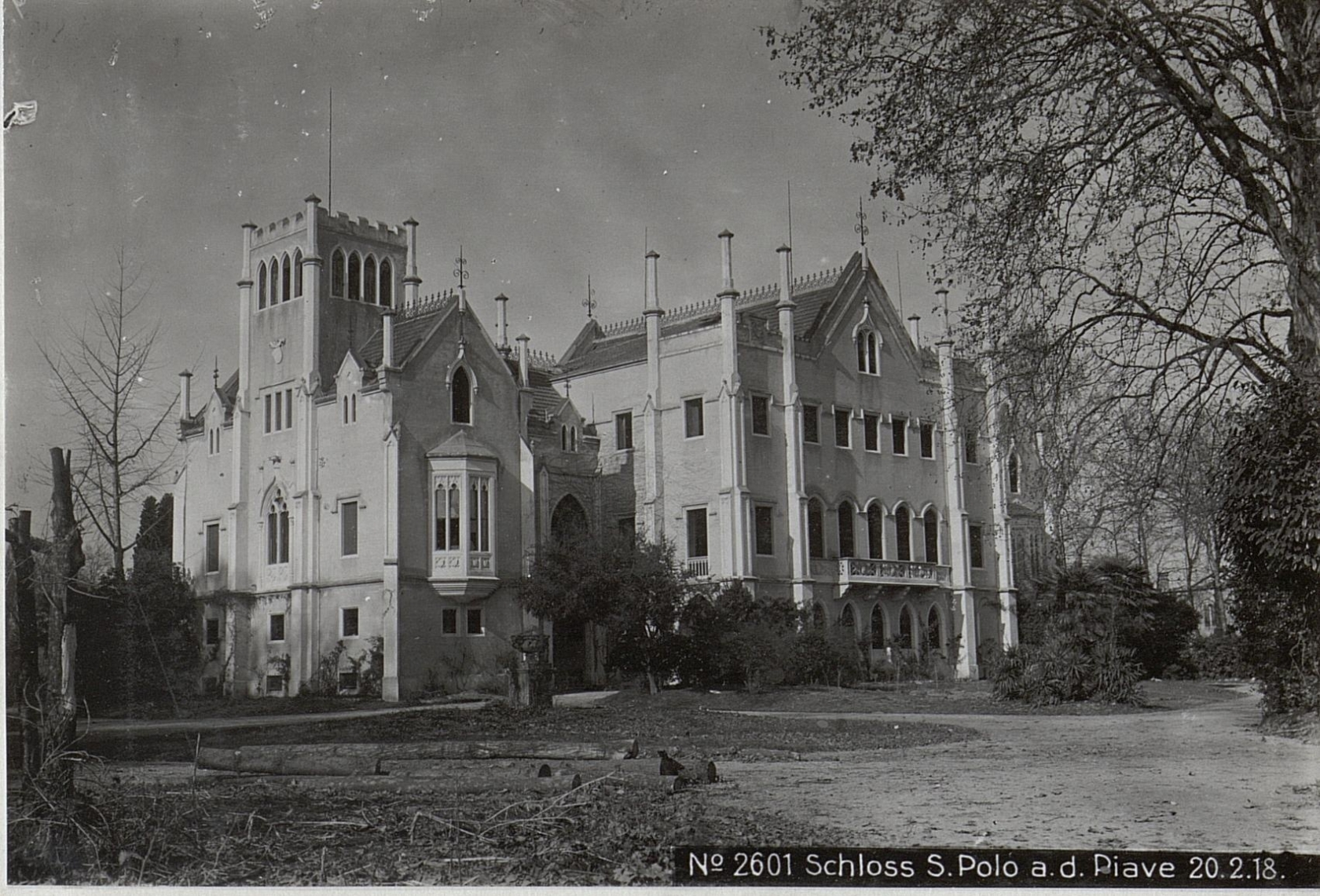
Die Villa in San Polo di Piave während des Ersten Weltkriegs

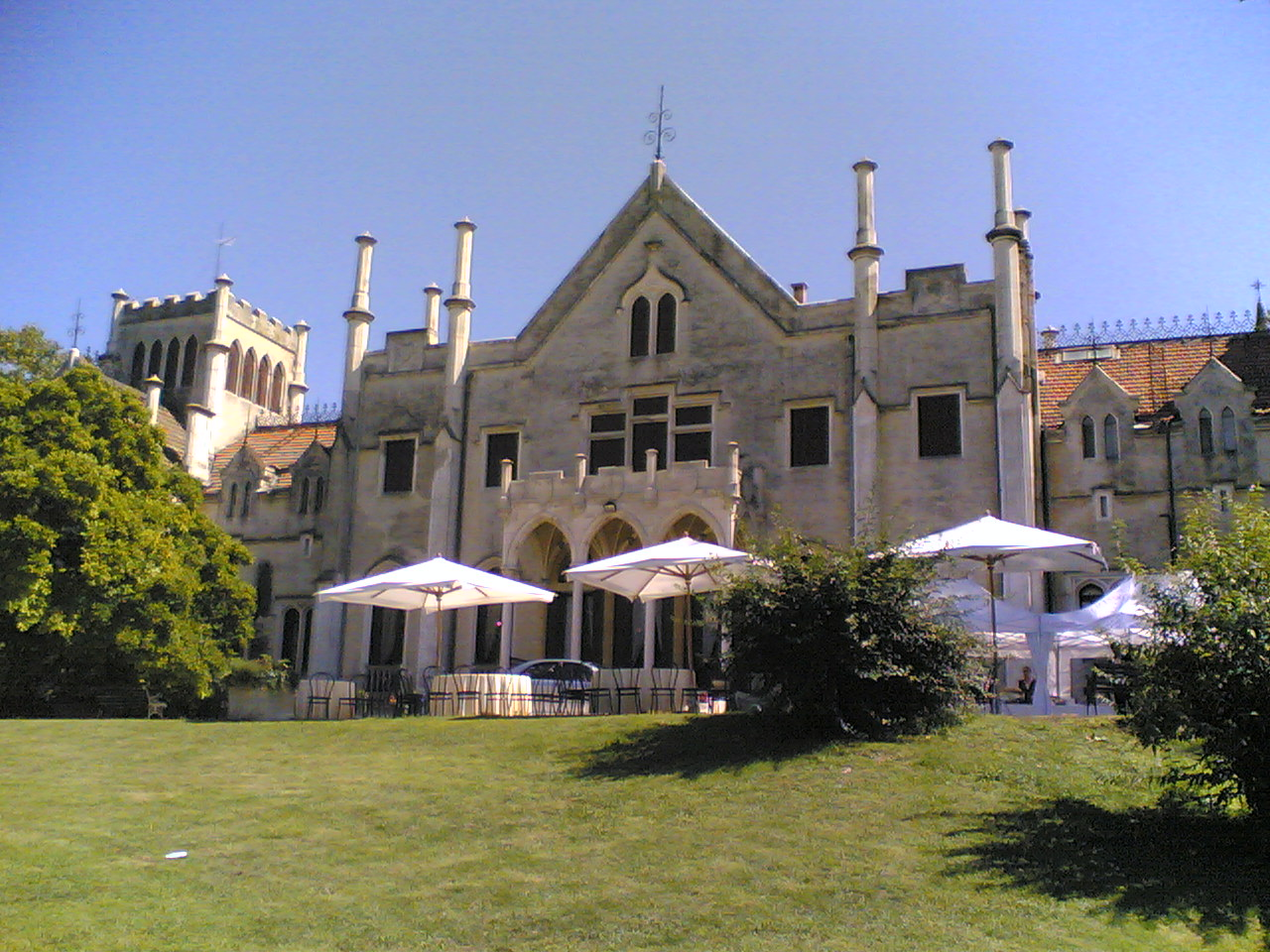
Die wiederaufgebaute Villa im Jahr 2006

1872 gründete Nicolò Papadopoli die Società veneziana di navigazione a vapore, die erstmals Dampfschiffe in der Stadt betrieb. Im Jahr 1900 gründete er eine Minengesellschaft in Kärnten, und noch im selben Jahr wurde er Mitglied von Cellina, die sich mit der Ausbeutung der Wasserressourcen Venetiens befasste. Papadopoli beteiligte sich ab 1917 am Ausbau von Marghera, wozu er die Società Adriatica di Elettricità gründete. Auch beteiligte er sich an der städtischen Wegebeleuchtung im historischen Zentrum Venedigs. 
Gegen Ende des Ersten Weltkriegs wurde seine Villa in San Polo sul Piave zerstört. Er ließ sie durch den Architekten Brenno del Giudice 1919 wieder aufbauen. Die Malereien in der Villa führte Guido Cadorin (1892–1976) aus.

### Numismatiker
In seinem venezianischen Palast sammelte Papadopoli Münzen, eine Sammlung, die er 1922 an das Museo Correr vermachte. Dem Istituto Veneto di Scienze, Lettere ed Arti gehörte Papadopoli ab 1885 an, 1908 wurde er ihr Vizepräsident und von 1911 bis 1913 war er Präsident des Instituts.
Sein erster Beitrag zur Numismatik war eine zwölfseitige Arbeit über venezianische Münzen für Kreta unter dem Titel Alcune monete veneziane per Candia (1871), nachgedruckt 1873 im Archivio Veneto, dem Monete inedite delle zecche minori dei Gonzaga esistenti nella raccolta Papadopoli folgte. Gelegentlich verschiedener Konferenzen und bei Ministerien versuchte er auf den Missstand aufmerksam zu machen, dass die völlig verstreuten Münzbestände in keiner Weise erfasst und der Forschung zugänglich waren. Seine eigene Sammlung bestand aus 17.367 Münzen, darunter etwa 2000 Goldmünzen. Er vererbte diese Sammlung an die Kommune (sie befindet sich seither im Museo Correr), unter der Bedingung, dass sie durch einen Katalog erfasst wurde, der tatsächlich 1925 erschien.

## Hauptwerk
- Le monete di Venezia descritte ed illustrate da Nicolò Papadopoli con disegni di C. Kunz, 3 Bände, Ongania, Venedig 1893–1919 (Bd. 1: Dalle origini a Cristoforo Moro 1156–1471, Venedig 1893 (online, PDF), Bd. 2: Da Niccola Tran a Marino Grimani (1472–1605), Tipografia Emiliana, Venedig 1907 (online, PDF), Bd. 3: Da Leonardo Donà a Lodovico Manin, Venedig 1919); Nachdruck in einem Band, Bologna 1967 (Text beim Projekt Gutenberg (PDF)).